# Bahama Mama
Singles de Boney M
El Lute / Gotta Go Home
(1979) I See a Boat on the River / My Friend Jack
(1980)
Bahama Mama est une chanson du groupe Boney M. extraite de leur quatrième album studio, sorti en 1979 et intitulé Oceans of Fantasy.
Quelque temps après la sortie de l'album, la chanson a été publiée en single double face A avec la chanson I'm Born Again. (I'm Born Again / Bahama Mama était le deuxième single de cet album.)

## Classements
La chanson Bahama Mama a atteint la 12e place en Autriche en mars 1980.